# Sultanat von Sannar

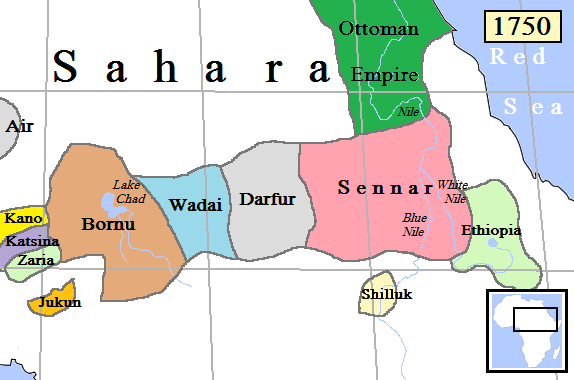
Zentralafrika um 1750

Das Sultanat von Sannar, auch Reich der Fung oder Funji genannt, bestand von 1504 bis 1821 und befand sich auf dem Gebiet des heutigen Sudans. Es wird auch als Schwarzes Sultanat (eigentlich das Blaue = tiefschwarz) bezeichnet und trug vornehmlich zur Arabisierung und Islamisierung verschiedener sudanesischer Volksgruppen bei. Seine Hauptstadt war Sannar.

## Geschichte

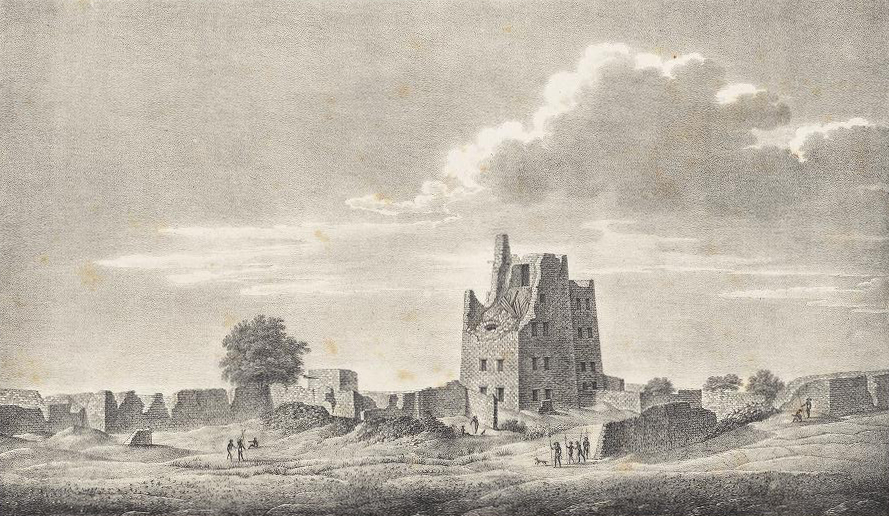
Der Palast von Sennar stand zum Zeitpunkt der ägyptischen Invasion bereits in Ruinen.

Bei den Fung handelte es sich um Hirten und Reiter, die anscheinend aus dem Gebiet südlich von Nubien kamen. Ihre genaue Herkunft bleibt jedoch unbekannt. Als erster Herrscher gilt Amara Dunqas, der das Reich 1504 gründete. Im 16. Jahrhundert weiteten sie ihre Herrschaft im Norden bis in die Gegend von Khartum aus. Das Reich erstreckte sich in seiner Blütezeit vom Gebiet beim 3. Katarakt im Norden bis Fazoghli im Süden und vom Roten Meer im Osten bis nach Kurdufan im Westen. Um 1600 nahmen die Fung den muslimischen Glauben an, wurden sesshaft und bewohnten Städte (z. B. Alt Dunqula, el-Chandaq, Wad Nimeiri, Gerri, Arbaji). Sultan Baadi II. (1645–1680) ließ in Sannar die erste Moschee bauen. Die Geschichte der Funj ist vor allem aus der Funj-Chronik bekannt, die von Katib al-Schuna (geboren 1784/85) verfasst wurde.
Schon ab 1600 ist ein Verfall der Macht zu beobachten. Die nördliche Provinz wurde unter dem Vizekönig von Qerri so gut wie unabhängig. Es kam 1618/19 zu Kriegen mit dem äthiopischen Kaiser Susenyos und Einfälle der Dinka schwächten das Reich. Im 18. Jahrhundert gab es zahlreiche Aufstände in den nördlichen Provinzen. Der Sultan von Sannar verlor in dieser Zeit sein Handelsmonopol und andere Volkschaften, die einer strengeren Form des Islam folgten, gelangten in das Reich und gründeten Handelskolonien, aber auch Moscheen und Koranschulen.
1821 wurde das Königreich von Sannar durch türkisch-ägyptische Truppen erobert.

## Herrschaftsform
Die Funj stellten im Großen und Ganzen eine Elite dar, die nur eine lose Oberherrschaft über die ihnen unterworfenen Volkschaften hatten.
Die untergebenen Könige wurden als Manjil oder Manjilak bezeichnet und unterstanden wiederum dem Makk oder Mek, der im Norden als Vizekönig herrschte. Sie mussten einmal im Jahr in der Hauptstadt erscheinen und bei Bedarf Soldaten stellen. Die Söhne der Vizekönige wuchsen am Hof von Sannar auf, wobei der Sultan den Nachfolger unter diesen auswählte. Der Sultan in Sannar sorgte auch dafür, dass diese Vizekönige durch Heiraten mit dem Herrscherhaus verbunden waren.
Der Sultan trat immer verschleiert auf und durfte selbst beim Essen nicht gesehen werden. Ihm stand ein Rat von 20 Leuten zur Seite. Der Amin (Oberbefehlshaber) und Jundi (Zeremonienmeister) waren die wichtigsten Beamten am Hof. Die Königsfolge lief über die weibliche Linie. Bei der Krönung erhielt er eine Kappe mit zwei Hörnern.

## Kultur
An architektonischen Überresten sind vor allem die Qubbas zu nennen, bei denen es sich um Mausoleen heiliger Männer handelt. Es gibt einige Festungen, die den Funj zugeordnet werden und natürlich die Moscheen in den verschiedenen Orten und Städten. Wohnbauten bestanden meist aus Lehmziegeln und waren rechteckig mit einem flachen Dach, es gab aber auch Gewölbe. Wenige Gebäude der Funj sind jedoch erhalten und Orte der Funj sind sehr selten das Ziel von Ausgrabungen.

## Liste der Sultane
- Amara Dunqas 1503–1533/4
- Nayil 1533/4–1550/1
- Abd al-Qadir I. 1550/1–1557/8
- Abu Sakikin 1557/8–1568
- Dakin 1568–1585/6
- Dawra 1585/6–1587/8
- Tayyib 1587/8–1591
- Unsa I. 1591–1603/4
- Abd al-Qadir II 1603/4–1606
- Adlan I. 1606–1611/2
- Badi I. 1611/2–1616/7
- Rabat I. 1616/7–1644/5
- Badi II. 1644/5–1681
- Unsa II. 1681–1692
- Badi III. 1692–1716
- Unsa III. 1719–1720
- Nul 1720–1724
- Badi IV. 1724–1762
- Nasir 1762–1769
- Isma'il 1768–1769
- Adlan II. 1776–1789
- Awkal 1787–1788
- Tayyib II. 1788–1790
- Badi V. 1790
- Nawwar 1790–1791
- Badi VI. 1791–1798
- Ranfi 1798–1804
- Agban 1804–1805
- Badi VII. 1805–1821